# Нова Весь (гміна Сулеюв)
Нова Весь (пол. Nowa Wieś) — село в Польщі, у гміні Сулеюв Пйотрковського повіту Лодзинського воєводства.
Населення — 130 осіб (2011).
У 1975-1998 роках село належало до Пйотрковського воєводства.

## Демографія
Демографічна структура станом на 31 березня 2011 року:
|          | Загалом | Допрацездатний вік | Працездатний вік | Постпрацездатний вік |
| -------- | ------- | ------------------ | ---------------- | -------------------- |
| Чоловіки | 68      | 19                 | 41               | 8                    |
| Жінки    | 62      | 18                 | 33               | 11                   |
| Разом    | 130     | 37                 | 74               | 19                   |